# Beth Herr
Beth Herr (Middletown, 28 maggio 1964) è un'ex tennista statunitense.

## Carriera
In carriera ha vinto 1 titolo in singolare e 5 titoli di doppio. Nei tornei del Grande Slam ha ottenuto il suo miglior risultato raggiungendo le semifinali di doppio misto all'Open di Francia nel 1986, in coppia con il messicano Jorge Lozano.

## Statistiche

### Singolare

#### Vittorie (1)
| Numero | Anno | Torneo                             | Superficie | Avversaria in finale | Punteggio     |
| 1.     | 1986 | Virginia Slims of Arizona, Phoenix | Cemento    | Ann Henricksson      | 6–0, 3–6, 7–5 |

### Doppio

#### Vittorie (5)
| Numero | Anno | Torneo                                     | Superficie | Compagna       | Avversarie in finale          | Punteggio     |
| 1.     | 1986 | Northern California Open, Berkeley         | Cemento    | Alycia Moulton | Amy Holton Elna Reinach       | 6–1, 6–2      |
| 2.     | 1986 | San Diego Open, San Diego                  | Cemento    | Alycia Moulton | Elise Burgin Rosalyn Fairbank | 5–7, 6–2, 6–4 |
| 3.     | 1987 | Virginia Slims of Arizona, Phoenix         | Cemento    | Penny Barg     | Mary Lou Daniels Anne White   | 2–6, 6–2, 7–6 |
| 4.     | 1988 | Cincinnati Open, Cincinnati                | Cemento    | Candy Reynolds | Lindsay Bartlett Helen Kelesi | 4-6, 7-6, 6-1 |
| 5.     | 1988 | Virginia Slims of New Orleans, New Orleans | Cemento    | Candy Reynolds | Lori McNeil Betsy Nagelsen    | 6–4, 6–4      |